# Квинт Сосий Сенецион
Квинт Со́сий Сенецио́н (лат. Quintus Sosius Senecio; умер, по одной из версий, около 110 года, Римская империя) — древнеримский государственный деятель, ординарный консул 99 и 107 годов. Происходил из провинции, сделал блестящую карьеру, занимая ряд должностей при императорах Домициане, Нерве и Траяне. Отличился при завоевании римлянами Дакии.

## Биография

### Происхождение, семья
Касательно происхождения Квинта Сосия Сенециона выдвинуто множество различных предположений. Ряд исследователей (Р. Сайм, К. П. Джонс, Д. Деврекер) полагают, основываясь на данных из надписи его дочери из Апамеи, что он был выходцем из восточных провинций. Так, Р. Сайм и Э. Бирли считают, что семья Сенециона происходила из Киликии, а К. П. Джонс — из Фригии. Х. Халфманн выдвинул версию, что Квинт был родом из Италии или Африки. По мнению А. Кабаллоса, базирующемся на анализе имени Сенециона и его связей, он происходил из испанских провинций, конкретно — из Тарраконской Испании.
Сенецион был женат на Юлии Фронтине, дочери трехкратного консула и писателя Секста Юлия Фронтина. Брак между Квинтом и Юлией был отпразднован по приказу императора Домициана. У них родилась дочь Сосия Полла, вышедшая замуж за консула-суффекта 108 года и участника дакийских войн Квинта Помпея Фалькона. Внуком Сенециона был консул 149 года Квинт Помпей Сосий Приск.
Сосий Сенецион, по всей видимости, был другом Плиния Младшего. В одном из своих писем Квинту, датированном периодом между 102 и 105 годом, Плиний просит его помочь своему знакомому Варизидию Непоту получить звание трибуна. По всей видимости, Сенециону был посвящен труд Плутарха «Сравнительные жизнеописания» — обращения к нему встречаются в тексте трижды, некоторые сочинения из сборника «Моралии», а по его инициативе писателем составлен сборник «Застольные беседы».
Сенецион также упоминается в числе наследников богача Домиция Тулла, где стоит на втором месте после императора Траяна.

### Карьера
Согласно надписи, которая часто ему приписывается, свою карьеру Сенецион начал с членства в коллегии quattuorvir viarum curandarum, состоявшей из четырёх человек, ответственных за состояние дорог в Риме. Затем он последовательно занимал должности квестора в провинции Ахайя (где, очевидно, и познакомился с Плутархом), народного трибуна и претора.
Иногда считается, что в 90 году Сенецион находился на посту проконсула Азии. Как бы то ни было, следующей ступенью его cursus honorum стало командование в ранге легата I легионом Минервы, дислоцировавшемся в Нижней Германии. Сенецион возглавлял это соединение при Домициане или Нерве. Между 97 и 99 годом он занимал должность легата-пропретора Белгики. В 99 году Сенецион был назначен ординарным консулом вместе с Авлом Корнелием Пальмой Фронтонианом.
После консульства, около 100 года, Сенецион сменил Луция Нерация Приска на посту легата пропретора Нижней Германии. В этой провинции он оставался в течение непродолжительного времени, максимум один год. Квинт Акуций Нерва вскоре заменил Сенециона, который отправился в Мёзию для участия в дакийских походах Траяна. Во время первого похода, между 101 и 103 годом, он занимал должность легата пропретора Верхней Мёзии и вместе с Гаем Юлием Квадратом Бассом занимал главенствующее положение в действующей армии после самого императора. За своё активное участие в боевых действий Сенецион был награждён Траяном.
После возвращения из последнего дакийского похода Сенецион второй раз становится ординарным консулом в 107 году, теперь вместе с Луцием Лицинием Сурой. За свой огромный вклад в достижение победы в двух дакийских кампаниях Сосий Сенецион получил триумфальные знаки отличия и был при жизни удостоен бронзовой статуи на Форуме Августа. Кроме него, при Траяне такие почести получили только Авл Корнелий Пальма Фронтониан за покорение Аравии и Луций Публилий Цельс; впрочем, за какие заслуги ими был удостоен последний, неизвестно.
Квинт Сосий Сенецион скончался, по одной из версий, около 110 года.